# Herkunftsname
Familiennamen werden nach ihrer ursprünglichen Bedeutung in verschiedene Gruppen eingeteilt. Herkunftsnamen sind eine dieser Gruppen. Bei der Vergabe eines Herkunftsnamens wurde die Person nach der Region benannt, aus der sie stammte, oder nach der Herkunft aus einem bestimmten Ort. Zum Beispiel zeigt der Name Böhm meistens eine Herkunft aus der Region Böhmen an, ebenso die Namensform Böhme. Der Herkunftsname bezieht sich auch auf ein abgegrenztes Gebiet, als Wohn- und / oder Arbeitsstätte. Beispiel der Name „Lindacker“. Dieser Name nimmt Bezug auf das Eigentum und grenzt den Bereich ab und identifiziert das Eigentum mit einem bestimmten, markanten Merkmal. Das Eigentum, in diesem Fall der „Acker“ wird näher definiert, mit einem signifikanten Merkmal, also ein bestimmter „Baum“, der auf dem Acker wächst.
Andere Arten von Familiennamen sind: Berufsname, Übername, Wohnstättenname und Patronym.

## Polnische Herkunftsnamen
Herkunftsnamen leiten sich in Polen vom Grundbesitz der adeligen Familien (Szlachta) ab. Sie wurden ursprünglich mit der slawischen Präposition z („von“) und einer Ortsbezeichnung gebildet. Hatte ein Grundherr zum Beispiel den Vornamen Heinrich und wohnte auf einem Gut namens Jurczyce, so wurde er Heinrich z Jurczyc genannt, also Heinrich von Jurczyc.
Ab dem 15. Jahrhundert wurde es üblich, anstelle des z vor dem Namen die Endung ki nach dem Namen anzufügen, d. h. z Jurczyc wurde zu Jurczycki. Das -cki oder -ski am Ende wurde nur für die männliche Form verwendet; der Name der Ehefrau endet auf -cka oder -ska.
Im Grenzgebiet zu Schlesien kam es zu einer Vermischung der Kulturen. Die Namen wurden in die deutsche Sprache übertragen oder mit tschechischen Endungen versehen (meist y statt i), z. B. Jursitzky oder Jursitzka.